# 卡斯泰利纳尔多-达尔巴
卡斯泰利纳尔多-达尔巴（義大利語：Castellinaldo d'Alba），是意大利库内奥省的一个市镇。总面积7平方公里，人口913人，人口密度130.4人/平方公里（2009年）。ISTAT代码为004051。